# Вожмогора (Сегежский район)
Вожмогора (карел. Vuožmavuaru) — посёлок в составе Валдайского сельского поселения Сегежского района Республики Карелия России.

## Общие сведения
Расположен на юго-восточном берегу озера Выгозеро.

## Население
| 2002 | 2009 | 2010 | 2013 |
| ---- | ---- | ---- | ---- |
| 143  | ↘114 | ↘95  | ↘86  |